# Eleccions parlamentàries finlandeses de 2023
Les eleccions parlamentàries de Finlàndia de 2023 es van celebrar a Finlàndia el 2 d'abril de 2023, on es van elegir als 200 diputats mitjançant el sistema d'Hondt.
El Partit de la Coalició Nacional (KOK), de l'oposició, va guanyar per un estret marge les eleccions amb el 20,8% del vot popular nacional i va obtenir 48 escons en el Parlament, el tercer resultat més alt en la història del partit.

## Context
El primer ministre elegit per la legislatura anterior, Antti Rinne, va dimitir del seu càrrec a causa d'un escàndol relacionat amb el Servei Postal Finlandès (Posti). El partit de Rinne, Partit Socialdemòcrata de Finlàndia, va escollir a Sanna Marin per a substituir-li. Marin va prendre possessió del seu càrrec el 10 de desembre de 2019.

## Sistema electoral
Els 200 diputats del Parlament de Finlàndia (Eduskunta) van ser triats mitjançant representació proporcional amb llistes obertes en 13 circumscripcions plurinominals, amb assignació d'escons segons el mètode D'Hondt. El nombre de representants triats és proporcional a la població de la circumscripció sis mesos abans de les eleccions. El territori de les Illes Åland té un districte electoral uninominal i el seu propi sistema de partits.

## Enquestes d'opinió

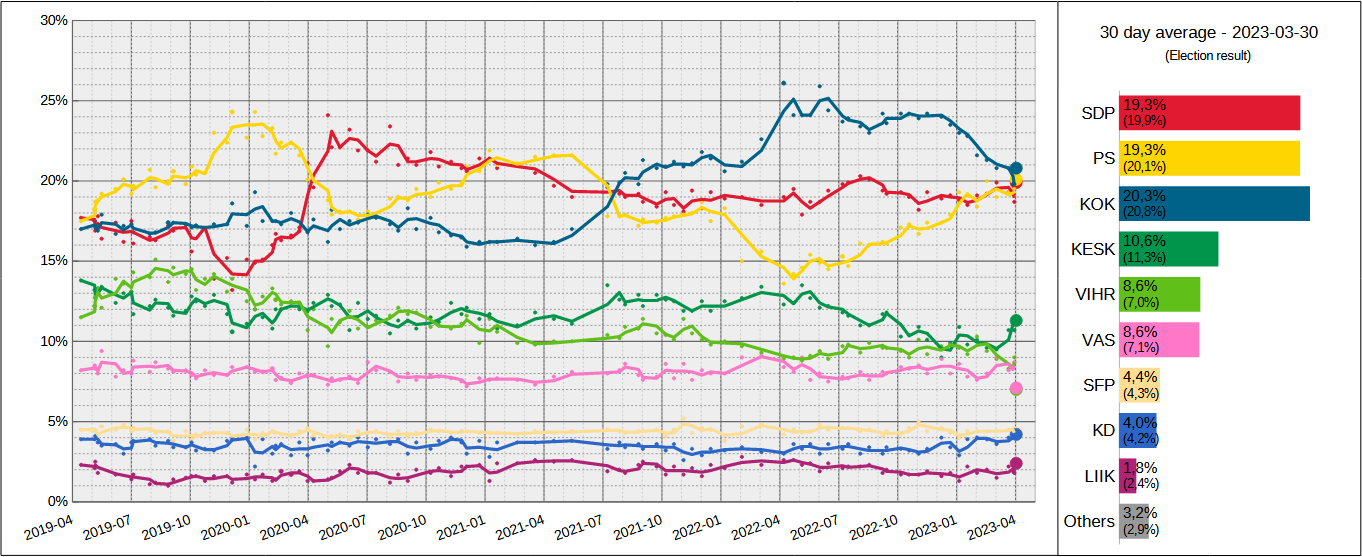
Gràfic de regressió local dels resultats de les enquestes del 14 d'abril de 2019 al 2 d'abril de 2023

## Resultats
|                           |                                           |           |       |          |      |
| Partit                    | Partit                                    | Vots      | %     | Escons   | +/–  |
|                           | Partit de la Coalició Nacional            | 643.877   | 20,84 | 48 / 200 | 10   |
|                           | Partit dels Finlandesos                   | 620.102   | 20,07 | 46 / 200 | 7    |
|                           | Partit Socialdemòcrata                    | 616.218   | 19,94 | 43 / 200 | 3    |
|                           | Partit del Centre                         | 349.362   | 11,31 | 23 / 200 | 8    |
|                           | Aliança d'Esquerra                        | 218.290   | 7,06  | 11 / 200 | 5    |
|                           | Lliga Verda                               | 217.426   | 7,04  | 13 / 200 | 7    |
|                           | Partit Popular Suec                       | 133.318   | 4.31  | 9 / 200  | =    |
|                           | Demòcrata-Cristians                       | 131.368   | 4,25  | 5 / 200  | =    |
|                           | Moviment Ara                              | 74.962    | 2,43  | 1 / 200  | =    |
|                           | Aliança per la Llibertat                  | 27.526    | 0,89  | 0 / 200  | =    |
|                           | Partit Liberal - Llibertat d'Elecció      | 14.993    | 0,49  | 0 / 200  | =    |
|                           | Coalició Åland                            | 11.455    | 0,37  | 1 / 200  | =    |
|                           | El Poder Pertany al Poble                 | 8.473     | 0,27  | 0 / 200  | =    |
|                           | Partit Cristall                           | 4.880     | 0,16  | 0 / 200  | =    |
|                           | Partit de la Justícia Animal              | 3.106     | 0,10  | 0 / 200  | =    |
|                           | Partit Pirata                             | 3.063     | 0,10  | 0 / 200  | =    |
|                           | Partit Comunista                          | 3.058     | 0,10  | 0 / 200  | =    |
|                           | Moviment Blau i Negre                     | 2.382     | 0,08  | 0 / 200  | =    |
|                           | Moviment de Reforma                       | 1.357     | 0,04  | 0 / 200  | =    |
|                           | Primer el Poble Finlandès                 | 1.229     | 0,04  | 0 / 200  | =    |
|                           | Llista Conjunta de No Alineats de Lapònia | 1.228     | 0,04  | 0 / 200  | =    |
|                           | Partit Feminista                          | 1.109     | 0,04  | 0 / 200  | =    |
|                           | Partit Obert                              | 986       | 0,03  | 0 / 200  | =    |
|                           | Socialdemòcrates d'Åland                  | 924       | 0,03  | 0 / 200  | =    |
|                           | Agrupació de no-alineats                  | 513       | 0,02  | 0 / 200  | =    |
|                           | Iniciativa Sostenible                     | 492       | 0,02  | 0 / 200  | =    |
|                           | Partit de la Independència                | 168       | 0,01  | 0 / 200  | =    |
|                           | Independents                              | 553       | 0,02  | 0 / 200  | =    |
|                           |                                           |           |       |          |      |
| Vots vàlids               | Vots vàlids                               | 3.092.418 | 99,48 |          |      |
| Vots nuls                 | Vots nuls                                 | 16.119    | 0,52  |          |      |
| Total                     | Total                                     | 3.108.537 | 100   | 200      | =    |
| Registrats / Participació | Registrats / Participació                 | 4.277.487 | 72,67 | 3,94     | 3,94 |
| Font: Vaalit y Yle        |                                           |           |       |          |      |